# Moore, Oklahoma
Moore este un oraș în comitatul Cleveland, Oklahoma, Statele Unite ale Americii. La recensământul din 2010, populația orașului a fost 55.081 de locuitori.

## Istorie
Este numit după Al Moore, un muncitor la Atchison, Topeka and Santa Fe Railway. În conformitate cu istoria orașului, acesta a fost un conductor sau frânar, care a trăit într-un vagon marfar și avea dificultăți în a primi poșta, deaceea el și-a pictat numele său, "Moore", pe o tablă și a prins-o pe vagonul de marfă. Când un poștaș a fost numit în localitate, el a continuat să numească așezarea, drept Moore. În 1893 denumirea a fost legalizată.

### Tornada din 2013
O tornadă cu o forță EF-5, s-a abătut asupra orașului și asupra regiunilor adiacente pe data de 20 mai, 2013, orele locale 2:45 – 3:35, provocând moartea a 24 de oameni și rănirea altor 377 de persoane. Daunele provocate de dezlănțuirea naturii au depășit 1 miliard de dolari.